# Wippenhohn
Wippenhohn ist ein Ortsteil der Stadt Hennef (Sieg) im Rhein-Sieg-Kreis in Nordrhein-Westfalen.

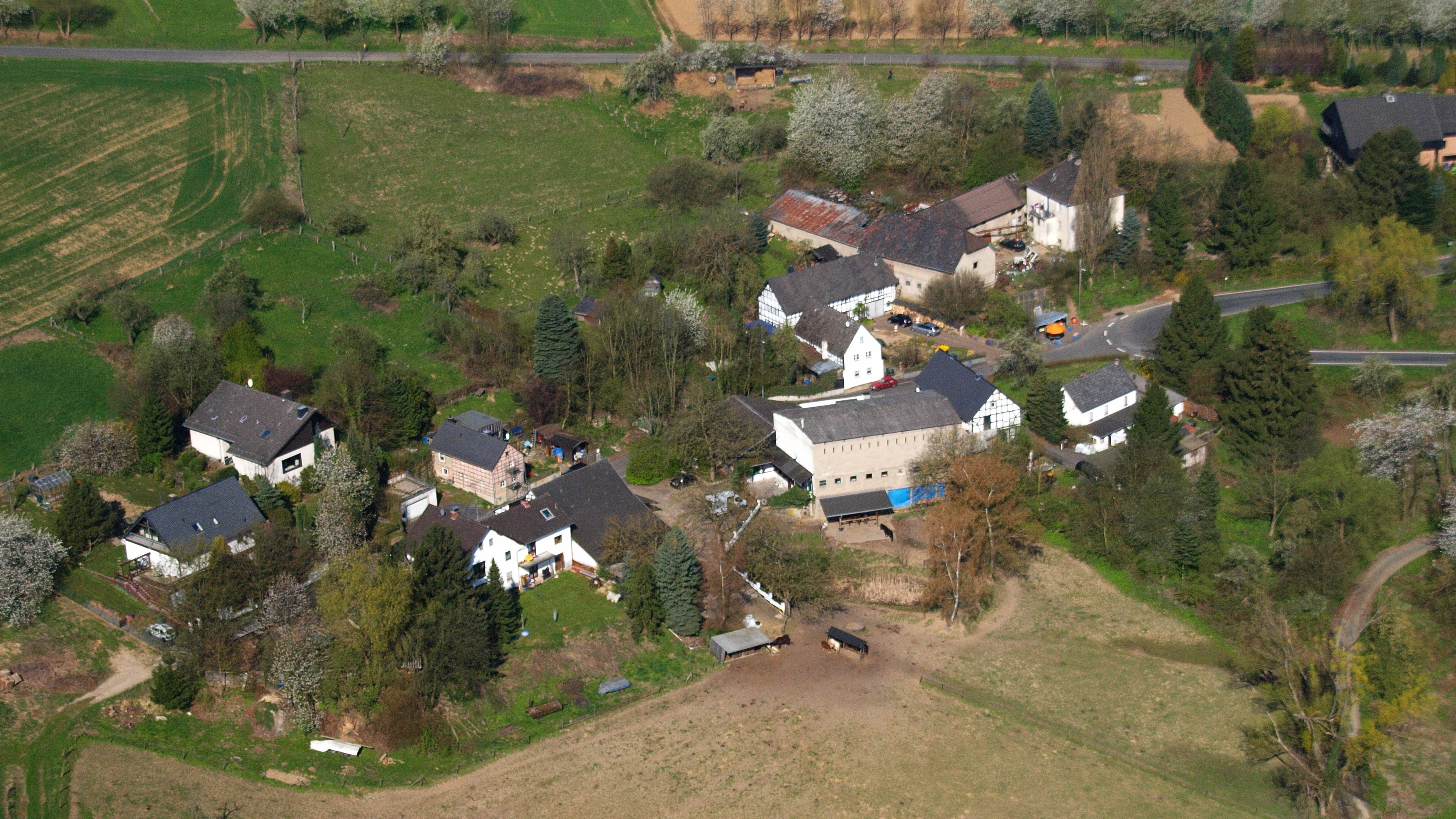
Wippenhohn, Luftaufnahme (2010)

## Lage
Der Ort liegt in einer Höhe von 150 Metern über N.N. auf den Hängen des Westerwaldes, aber noch im Naturpark Bergisches Land, an der Grenze der Gemarkungen Söven (größerer, südlicher Teil) und Geistingen (kleinerer, nördlicher Teil). Nachbarorte sind Hennef im Norden und Söven im Süden, im Osten liegt der Weiler Kümpel.

## Geschichte
1910 gab es in Wippenhohn die Haushalte Landwirt Josef Heckelsberg, Ackerer Johann Albert Neuhalfen, Ackerer Christian Olbertz, Ackerer Johann Thomas und Witwe Matthias Thomas.
Bis 1934 gehörte Wippenhohn zur Gemeinde Geistingen.

## Sonstiges
In Wippenhohn existiert ein Tonstudio (ehem. Tonstudio Rüßmann). Hier wurden u. a. die BAP Platten für usszeschnigge!, vun drinne noh drusse und Zwesche Salzjebäck un Bier aufgenommen und produziert.